# 安德烈·普雷佩利策
安德烈·普雷佩利策（羅馬尼亞語：Andrei Prepeliță，1985年12月8日—），罗马尼亚男子足球运动员，司职中场。他曾代表罗马尼亚国家队参加2016年欧洲足球锦标赛，结果队伍止步小组赛阶段。